# Aktivist der Ziegelsteinaktion
Das Abzeichen Aktivist der Ziegelsteinaktion war eine Auszeichnung der Freien Deutschen Jugend (FDJ) in der  Sowjetischen Besatzungszone, welches 1948 im Rahmen der Ziegelsteinaktion (Enttrümmerung der Städte) an FDJ-Mitglieder der ersten Stunde verliehen wurde. Nach Gründung der DDR hatte dieses Abzeichen den Status einer nichtstaatlichen Auszeichnung und war Vorläufer des 1949 eingeführten FDJ-Ehrentitels Jungaktivist. 

## Aussehen und Trageweise
Das Abzeichen ist hochoval, golden und erinnert auf den ersten Blick an eine Kampfbahn. Auf seinem Schrifting steht AKTIVIST DER ZIEGELSTEINAKTION wobei der untere Halbkreis von zwei gekreuzten Lorbeerzweigen bestimmt wird. Die Mitte des Abzeichens ist weiß gehalten, zeigt in seiner oberen Hälfte das Symbol der FDJ vor einer aufgehenden Sonne sowie im unteren Drittel eine rote Ziegelsteinmauer mit der Jahreszahl 1948.